# Palais des glaces (Munich)
Pour les articles homonymes, voir Palais des glaces.

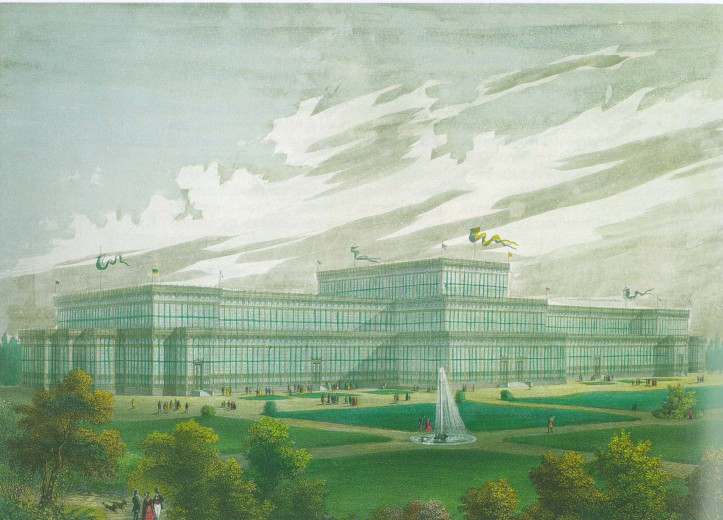
Le Palais des glaces en 1854 (illustration en couleur pour la).

Le Palais des glaces, Palais de verre ou Palais de cristal (allemand Glaspalast), est un grand pavillon d'exposition de Munich aujourd'hui disparu. Inspiré du Crystal Palace de Londres, il a été inauguré en 1854 dans l'Ancien jardin botanique de Munich, en centre-ville. Il a été détruit par un incendie en 1931.

## Construction

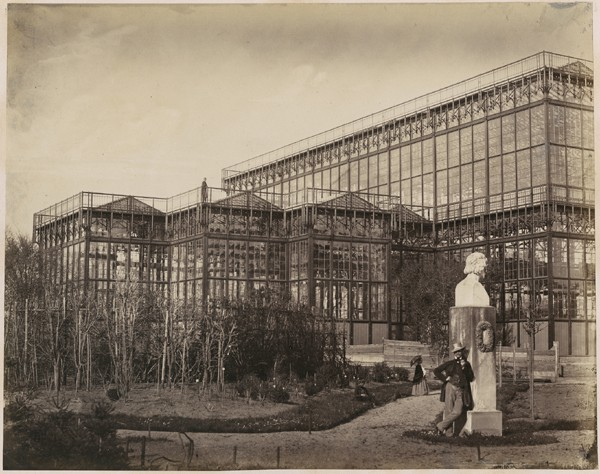
Photo du Palais des glaces en 1854.

Inspiré par l'exemple d'autres métropoles d'Europe, le roi Maximilien II de Bavière décida en 1853 d'organiser à Munich la Première exposition industrielle allemande (de).
Il avait à l'origine été prévu de construire le bâtiment sur Maximiliansplatz. La commission d'organisation a cependant préféré qu'il soit élevé près de la gare. On l'a installé, selon les plans de l'architecte August von Voit, dans la partie nord de l'ancien jardin botanique, près du Stachus (aujourd'hui Karlsplatz).
Sa construction ne dura que six mois : commencée le 31 décembre 1853, elle s'est achevée le 7 juin 1854. Le bâtiment faisait 25 m de haut, sur deux niveaux, 234 m de long et 67 m de large. Il était éclairé par 37 000 vitres. Son coût total s'élevait à 800 000 florins.

## Utilisation

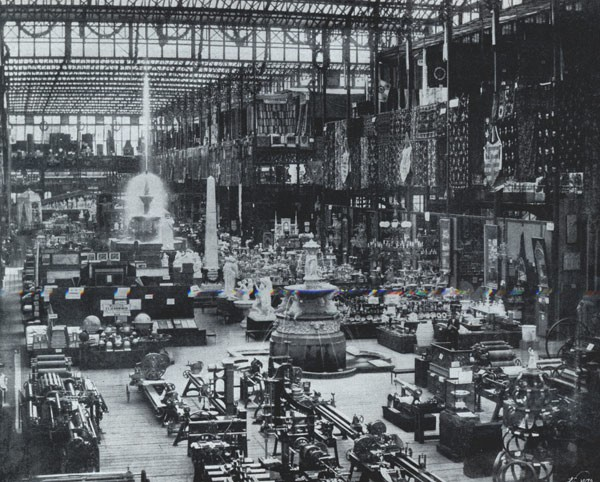
L'intérieur du Palais des glaces durant la Première exposition industrielle allemande, 1854.

À peine trois ans après l'exposition inaugurale de Crystal Palace à Londres, le 15 juillet 1854, la Première exposition industrielle allemande (de) a été ouverte dans le tout nouveau Palais des glaces. Cette ouverture a été éclipsée par une poussée de choléra, qui a plus tard sévi parmi les visiteurs.
Lors de la planification, il avait été prévu de transformer ensuite le bâtiment en serre. En réalité, il a continué à être utilisé pour des expositions d'art internationales et des fêtes artistiques.

### Électrification
En 1882, la première exposition électrotechnique internationale eut lieu au Palais des glaces. Son organisateur, Oskar von Miller, avait fait construire une ligne électrique en tension continue entre Miesbach et Munich. Celle-ci alimentait la pompe électrique d'une fontaine, démontrant ainsi la possibilité de transporter de l'électricité sur une grande distance (57 km).

## Incendie

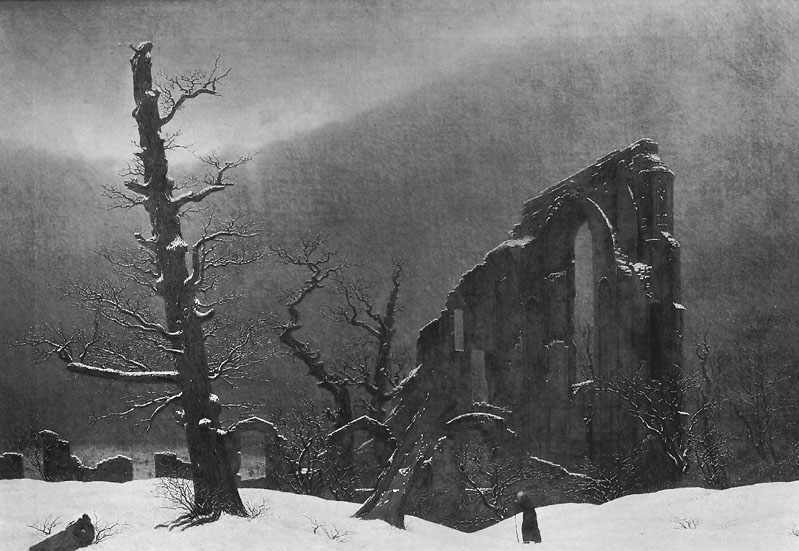
Paysage d'hiver avec une église de Caspar David Friedrich. Cette toile de 1807-1808 fait partie des œuvres disparues dans l'incendie.

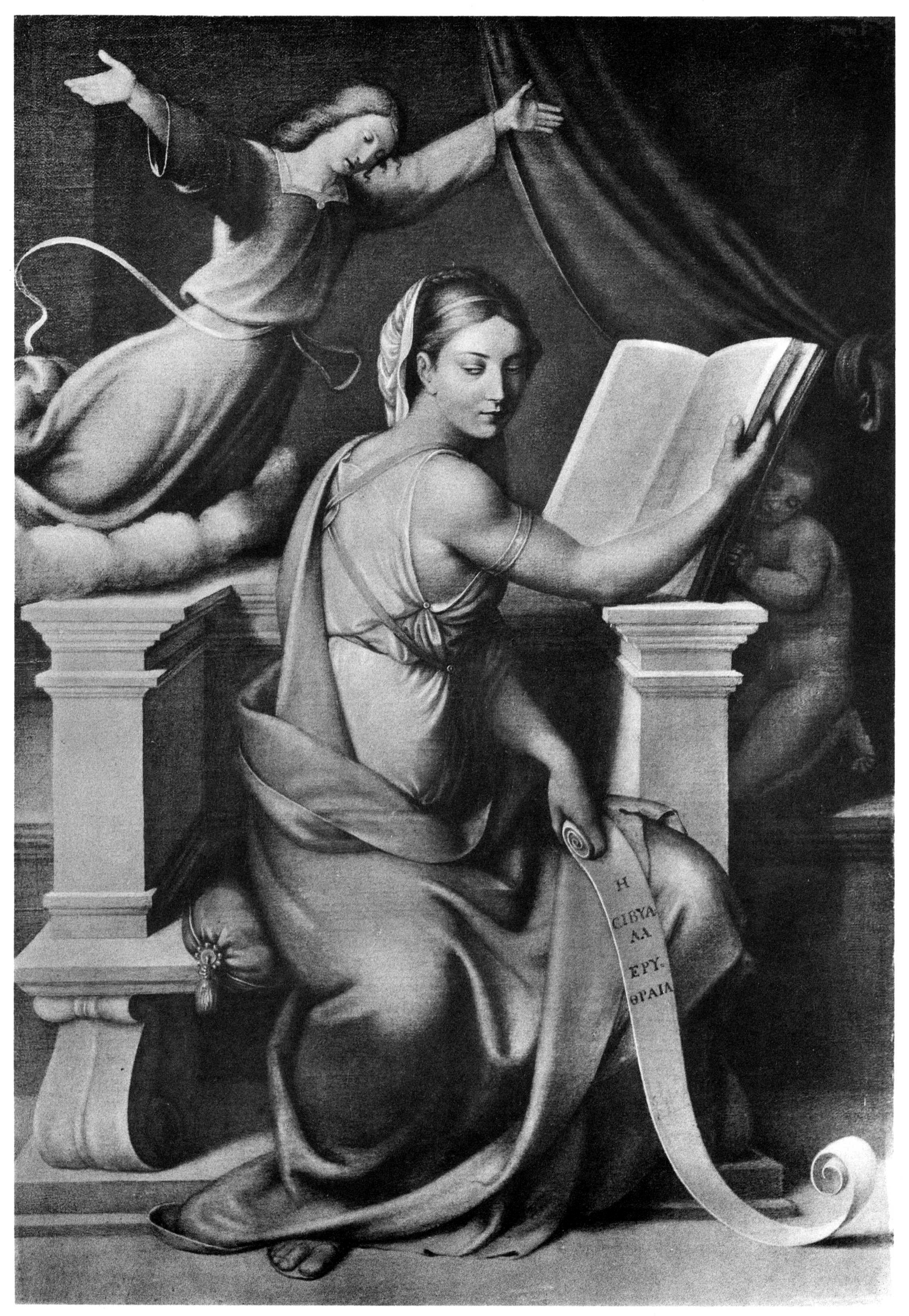
Peinture de Johann Friedrich Overbeck disparue dans l'incendie.

Le bâtiment a été détruit par un incendie criminel le 6 juin 1931. Plus de mille peintures et sculptures furent endommagées, et plus de 110 œuvres du début du XIXe siècle furent entièrement détruites, notamment des peintures de Caspar David Friedrich, Moritz von Schwind, Carl Blechen et Philipp Otto Runge. Seules 80 furent retrouvées dans les décombres.
Les projets de reconstruction élaborés après l'incendie furent abandonnés après la prise du pouvoir par les nazis en 1933. Ceux-ci préférèrent édifier un nouveau lieu d'exposition, la « Maison de l'art » (Haus der Kunst) le long de la Prinzregentenstraße, près de l'Englischer Garten.
En 1936, l'Ancien jardin botanique a été redessiné et un petit bâtiment d'exposition a été construit, lui-même détruit pendant la Seconde Guerre mondiale. À l'emplacement du Palais des glaces se dresse aujourd'hui le Parkcafé, un bar et restaurant avec un Biergarten.
La fontaine du Palais des glaces, restée intacte, a été transférée au centre de Weißenburger Platz, dans le quartier de Haidhausen.